# ホワット・イフ...?
『ホワット・イフ...?』(What If...?) は、マーベル・スタジオが製作するアメリカ合衆国のアニメシリーズ。シーズン1は、Disney+にて2021年8月11日から10月6日まで毎週水曜日に1話ずつ、全9話が日米同時配信された。シーズン2は、同じくDisney+にて2023年12月22日から12月30日まで毎日1話ずつ全9話が日米同時配信され、合わせてシーズン３の配信に関しても告知された。

## 概要
マーベル・シネマティック・ユニバース（MCU）では初めてとなるアニメーション作品シリーズ。『アイアンマン』（2008年）から『スパイダーマン:ファー・フロム・ホーム』(2019年）までのシリーズ23作品を1話ごとに1タイトルずつテーマとした1話完結形式で、実際には起こらなかった“もしもの展開”が描かれる。シーズン1は全9話で、シーズン2も全9話が予定されている。当初はシーズン1は全10話と発表されていたが、新型コロナウイルスの影響で1話分がシーズン2へと先送りになったという。各エピソードの舞台となる世界は単なる仮定ではなくMCUマルチバースに包括されたパラレルワールドであり、シーズン1終盤のエピソードではそれまでのエピソードに登場したキャラクターが1人ずつウォッチャーによって招集されチームを組み、マルチバース全体の危機に立ち向かう展開となった。
なお、『ホワット・イフ?』はマーベルが1977年に刊行した『もしもスパイダーマンがファンタスティック・フォーに加わっていたら?』を皮切りに断続的に刊行している1話完結の番外編シリーズ名称であり、各話ごとに自社のコミックスのもしもの展開をテーマとしている。

## 登場人物
ウアトゥ / ザ・ウォッチャー
多元宇宙を観察する異星人。

### シーズン1 第1話
ペギー・カーター / キャプテン・カーター
スティーブ・ロジャースの代わりに超人血清を投与し、スーパーヒーロー「キャプテン・カーター」となった。
第9話にも登場。
スキニー・スティーブ・ロジャース
キャプテン・アメリカにならなかった彼はハワード・スタークが開発した戦闘用アーマー、ヒドラ・ストンパーに搭乗し活躍する。
ニック・フューリー
クリント・バートン / ホークアイ
エイブラハム・アースキン
ハワード・スターク
ヨハン・シュミット / レッドスカル
ジョン・フリン
ティモシー・“ダム・ダム”・デューガン
ジェームズ・ブキャナン・“バッキー”・バーンズ
アーニム・ゾラ

### シーズン1 第2話
ティ・チャラ / スター・ロード
1988年にラヴェジャーズに誤って拉致されたティ・チャラは20年後にスター・ロードとして銀河系にその名を知れ渡っているトレジャーハンターとなり活躍する。
第9話にも登場。
なお、声を担当したチャドウィック・ボーズマンは本作が生前最後の出演作となった。第2話ではボーズマンを偲んで捧げられている。
ヘイスト・ネビュラ
ヨンドゥ・ウドンタ
コラス・ザ・パーサー
ティ・チャカ
サノス
タニリーア・ティヴァン / コレクター
エゴ
第9話にも登場。
クラグリン・オブフォンテリ
テイザーフェイス
ハワード・ザ・ダック
オコエ
カリーナ
プロキシマ・ミッドナイト
エボニー・マウ
ドラックス
コーヴァス・グレイヴ
ピーター・クイル
ラヴェジャーズに拉致されなかったため地球で育ち、デイリークイーンで働いている。
第9話にも登場。

### シーズン1 第3話
ニック・フューリー
第9話にも登場。
ハンク・ピム / イエロージャケット
S.H.I.E.L.D.のエージェントだった娘のホープが、任務で死亡したことから「S.H.I.E.L.D.に殺された」とフューリーを恨み、アベンジャーズ計画の候補者を殺害し、フューリーも殺そうとした。
この宇宙では妻もS.H.I.E.L.D.の任務で死亡している。
ナターシャ・ロマノフ / ブラック・ウィドウ
トニー・スターク / アイアンマン
アーク・リアクターのパラジウムの毒素に冒され自暴自棄になっていたところ、フューリーと会談しロマノフから二酸化リチウムを注射される。注射後様態が一変し死亡した。
フィル・コールソン
S.H.I.E.L.D.のエージェント。施設に潜入したソーを発見した。
ブロック・ラムロウ
S.H.I.E.L.D.のエージェント。ロマノフの護送を担当した。
クリント・バートン / ホークアイ
ムジョルニアを取り返しに来たソーを自身の意思とは関係なく弓矢を誤射し殺してしまう。密室の拘束室に入れられるが、殺害された。
ベティ・ロス
ブルース・バナー / ハルク
ロキ
第9話にも登場。
サディアス・ロス将軍
シフ
キャロル・ダンヴァース / キャプテン・マーベル
ソー
ムジョルニアを取り返しにS.H.I.E.L.D.の施設に潜入したところ、バートンによって射殺された。

### シーズン1 第4話
スティーヴン・ストレンジ / ドクター・ストレンジ / ストレンジ・スプリーム
第8、9話にも登場。
クリスティーン・パーマー
ストレンジの恋人。交通事故により死亡する。
ウォン
エンシェント・ワン
オー・ベン
クリスティン・エヴァーハート

### シーズン1 第5話
ブルース・バナー / ハルク
ティ・チャラ / ブラックパンサー
ヴィジョン
ジェームズ・ブキャナン・“バッキー”・バーンズ
スコット・ラング / アントマン
ホープ・ヴァン・ダイン / ワスプ
カート
ハロルド・“ハッピー”・ホーガン
オコエ
シャロン・カーター
エボニー・マウ
ピーター・パーカー / スパイダーマン
スティーブ・ロジャース / キャプテン・アメリカ
ワンダ・マキシモフ
第9話にも登場。

### シーズン1 第6話
エリック・スティーヴンス / キルモンガー
第9話にも登場。
ハッピー・ホーガン
ティ・チャラ / ブラックパンサー
ラモンダ
オコエ
ユリシーズ・クロウ
ローディ
ジャーヴィス
クリスティン・エヴァーハート
ティ・チャカ
トニー・スターク / アイアンマン
テン・リングスに襲撃されるがキルモンガーに救われる。
オバディア・ステイン
ペッパー・ポッツ
サディアス・ロス
シュリ
第9話にも登場。

### シーズン1 第7話
ソー
第9話にも登場。
ジェーン・フォスター
ロキ
ダーシー・ルイス
ニック・フューリー
グランドマスター
マリア・ヒル
フィル・コールソン
ブロック・ラムロウ
コーグ
ネビュラ
シフ
ハワード・ザ・ダック
キャロル・ダンヴァース / キャプテン・マーベル
トパーズ
フリッガ
ホーガン
ヴォルスタッグ
ドラックス
ファンドラル
スルト
オーディン
ヘイムダル
ウルトロン

### シーズン1 第8話、第9話
クリント・バートン / ホークアイ
第8話に登場。
スティーヴン・ストレンジ / ドクター・ストレンジ・スプリーム

ナターシャ・ロマノフ / ブラック・ウィドウ
アーニム・ゾラ
 ウルトロン
スティーブ・ロジャース / キャプテン・アメリカ
第8話に登場。
トニー・スターク / アイアンマン
第8話に登場。
キャロル・ダンヴァース / キャプテン・マーベル
第8話に登場。
サノス
第8話に登場。
ニック・フューリー
第9話に登場。
ペギー・カーター / キャプテン・カーター
第9話に登場。
ナターシャ・ロマノフ / ブラック・ウィドウ
第9話に登場。キャプテン・カーターがいた世界のロマノフ。
ブロック・ラムロウ
第9話に登場。キャプテン・カーターがいた世界のラムロウ。
ジョルジュ・バトロック
第9話に登場。キャプテン・カーターがいた世界のバトロック。
ティ・チャラ / スター・ロード
第9話に登場。
ピーター・クイル
第9話に登場。
トニー・スターク / アイアンマン
第9話に登場。ガモーラがいた世界のスターク。
ガモーラ
第9話に登場。
エリック・スティーヴンス / キルモンガー
第9話に登場。
シュリ
第9話に登場。
ソー
第9話に登場。
ロキ
第9話に登場。
エゴ
第9話に登場。

### シーズン2 第1話
ネビュラ
ノヴァ・コープスに入団したネビュラ。
ヨン・ロッグ
ヨンドゥ・ウドンタ
ハワード・ザ・ダック
コーグ
ガーサン・サアル
イラニ・ラエル / ノヴァ・プライム
グルート

### シーズン2  第2話
ハンク・ピム / アントマン
ペギー・カーター
ハワード・スターク
エゴ
ソー
ビル・フォスター / ゴライアス
ティ・チャカ / ブラックパンサー
バッキー・バーンズ / ウィンター・ソルジャー
ホープ・ヴァン・ダイン
ピーター・クイル
エゴの能力を持ち、地球を攻撃しにきた。
ウェンディ・ローソン / マー・ベル
ヴァシリー・カルポフ / ロシアン・ハンドラー

### シーズン2  第3話
ハッピー・ホーガン / ザ・フリーク
ダーシー・ルイス
マリア・ヒル
ジャスティン・ハマー
ソー
ブルース・バナー
クリント・バートン / ホークアイ
トニー・スターク / アイアンマン
ナターシャ・ロマノフ / ブラック・ウィドウ
スティーブ・ロジャース / キャプテン・アメリカ
セルゲイ
ラスティ
W.E.R.N.E.R.

### シーズン2  第4話
トニー・スターク / アイアンマン
グランドマスター
ヴァルキリー
コーグ
トパーズ
サノス
ガモーラ

### シーズン2  第5話
ペギー・カーター / キャプテン・カーター
ナターシャ・ロマノフ / ブラック・ウィドウ
ニック・フューリー
ブロック・ラムロウ
スティーブ・ロジャース / ヒドラ・ストンパー
バッキー・バーンズ
国務長官。
メリーナ・ヴォストコフ
魔術師ワンダ
フューリー卿
スィン

### シーズン2  第6話
カホーリ
マーベル・シネマティック・ユニバース初のオリジナルのヒーロー。
ワッタ
アダーラックス
ロドリゴ・アルフォンソ・ゴンゾーロ
ドクター・ストレンジ・スプリーム
イサベル1世
スルト
オーディン

### シーズン2  第7話
ヘラ
オーディン
シュー・ウェンウー
ジアイ
ヘイムダル
シュンユアン

### シーズン2  第8話
ペギー・カーター / キャプテン・カーター

フューリー卿
魔術師ワンダ
ソー・オーディンソン王
ロキ
ブルース・バナー / ハルク
ハロルド・ハッピー・ホーガン卿 / ハロルド・化け物・ホーガン卿
トニー・スターク
スティーブ・ロジャース / ロジャース・フッド
スコット・ラング / アントマン
バッキー・バーンズ
ドクター・ストレンジ・スプリーム

ナターシャ・ロマノフ

### シーズン2  第9話
ペギー・カーター / キャプテン・カーター

ドクター・ストレンジ・スプリーム / デーモン・ストレンジ

カホーリ

ヘラ
シュー・ウェンウー
スルト

### シーズン3  第1話
サム・ウィルソン / キャプテン・アメリカ
ブルース・バナー / ハルク / メガハルク
モニカ・ランボー
バッキー・バーンズ
アレクセイ・ショスタコフ
シャン・チー
ムーンナイト
メリーナ・ヴォストコフ
ナキア

### シーズン3  第2話
アガサ・ハークネス
キンゴ
ハワード・スターク
エドウィン・ジャーヴィス
アリシェム

### シーズン3  第3話
アレクセイ・ショスタコフ / レッド・ガーディアン
バッキー・バーンズ / ウィンター・ソルジャー
ビル・フォスター / ゴライアス
アリ・モラレス
ドレイコフ将軍
カルポフ
オバディアス・ステイン / ルーク

### シーズン3  第4話
ダーシー
ハワード・ザ・ダック
ニコラス・J・フューリー
氷の巨人ロキ
フィル・コールソン
ヨンドゥ
グランドマスター
サノス
トパーズ
エボニー・マウ
カエシリウス
マレキス
ラウフェイ
カリーナ
ゼウス

### シーズン3  第5話
リリ・ウィリアムズ
クエンティン・ベック
シャロン・カーター
ヴァルキリー
イン・ナン
インカーネイト

エグゼキューショナー

オコエ
ウォン
エミネンス

### シーズン3  第6話
シャン・チー
ケイト・ビショップ
ジョン・ウォーカー
シュー・シャーリン
ソニー・バーチ
ジュンファン
エミネンス

### シーズン3  第7話、第8話
キャプテン・カーター / ペギー・カーター

エミネンス
カホーリ

ストーム
バーディー
ネビュラ
第7話に登場。
ダーシー
第7話に登場。
ハワード・ザ・ダック
第7話に登場。
コーグ
第7話に登場。
インフィニティ・ウルトロン
グルート
第7話に登場。
インカーネイト
エグゼキューショナー

## キャスト
登場キャラクターの声優は基本的に映画版でその役を演じた俳優が担当しているが、一部は異なる俳優が演じている。括弧内は日本語吹き替え声優。
- ウォッチャー - ジェフリー・ライト（井上和彦[7]）
- ペギー・カーター / キャプテン・カーター - ヘイリー・アトウェル（園崎未恵[7]）
- スティーブ・ロジャース / キャプテン・アメリカ / ロジャース・フッド - ジョシュ・キートン[注釈 1]（中村悠一[7]）
- ニック・フューリー / フューリー卿 - サミュエル・L・ジャクソン（立木文彦[7][注釈 2]）
- クリント・バートン / ホークアイ - ジェレミー・レナー（東地宏樹[7]）
- エイブラハム・アースキン - スタンリー・トゥッチ（多田野曜平）
- ハワード・スターク - ドミニク・クーパー（野島裕史）
  - 壮年期 - ジョン・スラッテリー（野島裕史[注釈 3]）
- ヨハン・シュミット / レッドスカル - ロス・マーカンド（山路和弘）
- ジョン・フリン - ブラッドリー・ウィットフォード（河本邦弘）
- ダム・ダム・デューガン - ニール・マクドノー（志村知幸）
- バッキー・バーンズ / ウィンター・ソルジャー - セバスチャン・スタン（白石充[7]）
- アーニム・ゾラ - トビー・ジョーンズ（佐々木睦）
- ティ・チャラ / ブラックパンサー / スター・ロード - チャドウィック・ボーズマン（田村真[7]）
  - 少年時代 - マディックス・ロビンソン（藤原夏海）
- ネビュラ - カレン・ギラン（森夏姫[7]）
- ヨンドゥ・ウドンタ - マイケル・ルーカー（立木文彦[7]）
- コラス・ザ・パーサー - ジャイモン・フンスー（乃村健次）
- ティ・チャカ - ジョン・カニ（佐々木敏）
  - 若年期 / ブラックパンサー - アタンドワ・カニ（滝知史）
- サノス - ジョシュ・ブローリン（銀河万丈[7]）
- コレクター - ベニチオ・デル・トロ（石住昭彦）
- エゴ - カート・ラッセル（金尾哲夫）
- クラグリン・オブフォンテリ - ショーン・ガン（土田大）
- テイザーフェイス - クリス・サリヴァン（廣田行生）
- ハワード・ザ・ダック - セス・グリーン（伊丸岡篤）
- オコエ - ダナイ・グリラ[注釈 4]、ケンナ・ラムジー[注釈 5]（斎賀みつき）
- カリーナ - オフィリア・ラヴィボンド[注釈 4]、カリ・ウォールグレン[注釈 5]（合田絵利）
- プロキシマ・ミッドナイト - キャリー・クーン（鷄冠井美智子）
- エボニー・マウ - トム・ヴォーン＝ローラー（英語版）（いずみ尚）
- ドラックス - フレッド・タタショア[注釈 6]（楠見尚己）
- コーヴァス・グレイヴ - フレッド・タタショア[注釈 7]（山岸治雄）
- ピーター・クイル - ブライアン・T・ディレイニー（英語版）[注釈 8]（山寺宏一）
  - 幼少期 - メイス・モンゴメリー・ミスケル[注釈 9]（田中誠人[注釈 10]）
- ハンク・ピム / アントマン / イエロージャケット - マイケル・ダグラス（御友公喜[7]）
- ナターシャ・ロマノフ / ブラック・ウィドウ - レイク・ベル[注釈 11]（樋口あかり[7][注釈 12]）
- トニー・スターク / アイアンマン - ミック・ウィンガート（英語版）[注釈 13]（森川智之[7][注釈 14]）
- フィル・コールソン - クラーク・グレッグ（村治学）
- ブロック・ラムロウ - フランク・グリロ（水内清光）
- ベティ・ロス - ステファニー・パニセロ（英語版）[注釈 15]（甲斐田裕子）
- ブルース・バナー / ハルク / メガハルク - マーク・ラファロ（宮内敦士[7]）
- ロキ / 氷の巨人ロキ - トム・ヒドルストン（平川大輔[7]）
- サディアス・ロス - マイク・マクギル[注釈 16]（菅生隆之）
- シフ - ジェイミー・アレクサンダー（北西純子）
- キャロル・ダンヴァース / キャプテン・マーベル - アレクサンドラ・ダニエルズ[注釈 17]（水樹奈々[7]）
- スティーヴン・ストレンジ / ドクター・ストレンジ / ストレンジ・スプリーム / デーモン・ストレンジ - ベネディクト・カンバーバッチ（三上哲[7]）
- クリスティーン・パーマー - レイチェル・マクアダムス（森なな子[注釈 18]）
- ウォン - ベネディクト・ウォン（田中美央）
- エンシェント・ワン - ティルダ・スウィントン（藤本喜久子[注釈 19]）
- オー・ベン - アイク・アマディ（沢木郁也）
- クリスティン・エヴァーハート - レスリー・ビブ（北西純子）
- ヴィジョン - ポール・ベタニー（加瀬康之）
- スコット・ラング / アントマン - ポール・ラッド（木内秀信[7]）
- ホープ・ヴァン・ダイン / ワスプ - エヴァンジェリン・リリー（渋谷はるか[注釈 20]）
  - 幼少期 - マデリーン・マックグロウ（境葵乃[注釈 21]）
- カート - デヴィッド・ダストマルチャン（松本忍）
- ハッピー・ホーガン / ザ・フリーク / ハロルド・ハッピー・ホーガン卿 / ハロルド・化け物・ホーガン卿 - ジョン・ファヴロー（大西健晴）
- シャロン・カーター - エミリー・ヴァンキャンプ（御沓優子）
- ピーター・パーカー / スパイダーマン - ハドソン・テームズ[注釈 22]（榎木淳弥[7]）
- エリック・スティーヴンス / キルモンガー - マイケル・B・ジョーダン（津田健次郎[7]）
- ラモンダ - アンジェラ・バセット（幸田直子）
- ユリシーズ・クロウ - アンディ・サーキス（広田みのる）
- ローディ - ドン・チードル（目黒光祐）
- ジャーヴィス - ポール・ベタニー（加瀬康之）
- オバディア・ステイン / ルーク - キッフ・バンデンホイベル（英語版）[注釈 23]（土師孝也）
- ペッパー・ポッツ - ベス・ホイト（英語版）[注釈 24]（小林さやか）
- シュリ - オジョマ・アカガ（英語版）[注釈 25]（神戸光歩[注釈 26]）
- ソー / ソー・オーディンソン王 - クリス・ヘムズワース（三宅健太[7]）
- ジェーン・フォスター - ナタリー・ポートマン（坂本真綾[7]）
- ダーシー・ルイス - カット・デニングス（田村睦心）
- グランドマスター - ジェフ・ゴールドブラム（大塚芳忠[7]）
- マリア・ヒル - コビー・スマルダーズ（本田貴子）
- コーグ - タイカ・ワイティティ（金谷ヒデユキ）
- トパーズ - レイチェル・ハウス（磯辺万沙子）
- フリッガ - ジョゼッテ・イールズ[注釈 27]（滝沢久美子）
- ホーガン - デヴィッド・チェン[注釈 28]（さかき孝輔[注釈 28]）
- ヴォルスタッグ - フレッド・タタショア[注釈 29]（咲野俊介）
- ファンドラル - マックス・ミッテルマン（英語版）[注釈 30]（小松史法）
- スルト - クランシー・ブラウン（佐々木省三）
- ウルトロン - ロス・マーカンド[注釈 31]（木下浩之）
- ジョルジュ・バトロック - ジョルジュ・サンピエール（山岸治雄）
- ガモーラ - シンシア・マクウィリアムズ（英語版）[注釈 32]（朴璐美[7]）
- ヨン・ロッグ - ジュード・ロウ（森川智之）
- ガーサン・サアル - ピーター・セラフィノウィッツ（英語版）（仲野裕）
- イラニ・ラエル / ノヴァ・プライム - ジュリアン・グロスマン[注釈 33]（一柳みる）
- グルート - フレッド・タタショア[注釈 34]（越後屋コースケ[注釈 35]）
- ビル・フォスター / ゴライアス - ローレンス・フィッシュバーン（壤晴彦）
- ウェンディ・ローソン / マー・ベル - ケリ・トンバジアン[注釈 36]（榊原良子）
- ロシアン・ハンドラー - ジーン・ファーバー
- ジャスティン・ハマー - サム・ロックウェル（森川智之）
- セルゲイ - アイザック・ロビンソン＝スミス
- ラスティ - マシュー・ウォーターソン
- W.E.R.N.E.R. - ロス・マーカンド
- ヴァルキリー - テッサ・トンプソン（沢城みゆき）
- メリーナ・ヴォストコフ - レイチェル・ワイズ（田中敦子）
- 魔術師ワンダ - エリザベス・オルセン（行成とあ）
- スィン - バーナード・ホワイト（英語版）
- カホーリ - デヴァリー・ジェイコブス（白石晴香）
- ワッタ - キアウェンティーオ
- アダーラックス - ジェレミー・ホワイト
- ロドリゴ・アルフォンソ・ゴンゾーロ - ガブリエル・ロメロ
- イサベル1世 - キャロライナ・ラバッサ
- オーディン - ジェフ・バーグマン[注釈 37]（浦山迅）
- ヘラ - ケイト・ブランシェット（沢海陽子[注釈 38]）
  - 幼少期 - リブ・ザモーラ
- シュー・ウェンウー - フョードル・チン[注釈 39]（山路和弘）
- ジアイ - ローレン・トム（衣川里佳）
- ヘイムダル - イドリス・エルバ（斉藤次郎）
- シュンユアン - マイケル・ハギワラ
- サム・ウィルソン / キャプテン・アメリカ - アンソニー・マッキー（濱野大輝）
- モニカ・ランボー - テヨナ・パリス（村中知）
- アレクセイ・ショスタコフ / レッド・ガーディアン - デヴィッド・ハーバー（大塚明夫）
- シャン・チー - シム・リウ（細谷佳正）
- ムーンナイト - オスカー・アイザック（関智一）
- メリーナ・ヴォストコフ - カリ・ウォールグレン[注釈 40]（湯屋敦子[注釈 41]）
- ナキア - ブリタニー・アデブモラ[注釈 42]（皆川純子）
- アガサ・ハークネス - キャスリン・ハーン（林真里花）
- キンゴ - クメイル・ナンジアニ（杉田智和）
- エドウィン・ジャーヴィス - ジェームズ・ダーシー（各務立基[注釈 43]）
- アリシェム - デビッド・ケイ（根本泰彦）
- アリ・モラレス - アメリカ・フェレーラ（島田愛野）
- ドレイコフ将軍 - ピョートル・マイケル[注釈 44]（宝亀克寿）
- カエシリウス - ジャレッド・バトラー[注釈 45]（井上和彦）
- マレキス - スティーブ・フレンチ[注釈 46]（相沢まさき）
- ラウフェイ - アンドリュー・モルガド[注釈 47]（増谷康紀[注釈 48]）
- ゼウス - ダリン・デ・ポール[注釈 49]（千葉繁）
- リリ・ウィリアムズ - ドミニク・ソーン（早見沙織）
- クエンティン・ベック - アレハンドロ・サーブ[注釈 50]（高橋広樹）
- イン・ナン - ミシェル・ウォン[注釈 51]（塩田朋子）
- インカーネイト - D・C・ダグラス（難波優馬）
- エグゼキューショナー - ダリン・デ・ポール（菊池通武）
- エミネンス - ジェイソン・アイザックス（宮林康）
- ケイト・ビショップ - ヘイリー・スタインフェルド（種崎敦美）
- ジョン・ウォーカー - ワイアット・ラッセル（鈴木達央）
- シュー・シャーリン - メンガー・チャン（内田真礼）
- ソニー・バーチ - ウォルトン・ゴギンズ（関智一）
- ジュンファン - アレン・デン（川原瑛都）
- ストーム - アリソン・シアリー＝スミス（倉田葉子）
- バーディー ナターシャ・リオン（杏寺円花）

## 設定・用語

### アース82111
ペギーが超人兵士“キャプテン・カーター”となった宇宙の一つ。
ヒドラ・ストンパー・アーマー
ハワード・スタークによって開発され、スキニー・スティーブに運用される大型パワードスーツ。
ヒドラの英雄
シュミットらが開いたワームホールから無数の触手を伸ばして現れた巨大な怪物。全体像は未確認だが、無数の巨大な触手や口など、タコに酷似した外見をしている。
クラーケン城
黒い森の中に構えられたヒドラ（戦時中）の本部。

### アース21818
ティ・チャラがラヴェジャーズに拉致されてスター・ロードとなった宇宙。
エンバーズ・オブ・ジェネシス
「生態系を生み出せるほどの栄養を含んでいる塵」と呼ばれる古代の超新星の種子。

### アース91233
ストレンジが“ドクター・ストレンジ・スプリーム”へと変貌した宇宙。
絶対点
エンシェント・ワン曰く「その時間軸で覆すことのできない事象」。
カリオストロの書庫

## エピソード

### シーズン1
| 通算話数 | シーズン話数 | タイトル | 監督                       | 公開日        |
| -------- | ------------ | --- | -------------------------- | ------------- |
| 1        | 1            | "もしも...キャプテン・カーターがファースト・アベンジャーだったら？" "What If... Captain Carter Were The First Avenger?"        | ブライアン・アンドリュース | 2021年8月11日 |
| 2        | 2            | "もしも...ティ・チャラがスター・ロードになったら？" "What If... T'Challa Became a Star-Lord?"                                  | ブライアン・アンドリュース | 2021年8月18日 |
| 3        | 3            | "もしも...世界が最強のヒーローたちを失ったら？" "What If... the World Lost Its Mightiest Heroes?"                              | ブライアン・アンドリュース | 2021年8月25日 |
| 4        | 4            | "もしも...ドクター・ストレンジが手の代わりに恋人を失ったら？" "What If... Doctor Strange Lost His Heart Instead of His Hands?" | ブライアン・アンドリュース | 2021年9月1日  |
| 5        | 5            | "もしも...ゾンビが出たら？" "What If... Zombies?!"                                                                             | ブライアン・アンドリュース | 2021年9月8日  |
| 6        | 6            | "もしも...キルモンガーがトニー・スタークを救ったら？" " What If... Killmonger Rescued Tony Stark?"                             | ブライアン・アンドリュース | 2021年9月15日 |
| 7        | 7            | "もしも...ソーがひとりっ子だったら？" "What If... Thor Were an Only Child?"                                                    | ブライアン・アンドリュース | 2021年9月22日 |
| 8        | 8            | "もしも...ウルトロンが勝ったら？" "What If... Ultron Won?"                                                                     | ブライアン・アンドリュース | 2021年9月29日 |
| 9        | 9            | "もしも...ウォッチャーが誓いを破ったら？" "What If... the Watcher Broke His Oath?"                                             | ブライアン・アンドリュース | 2021年10月6日 |

### シーズン2
| 通算話数 | シーズン話数 | タイトル | 監督                       | 公開日         |
| -------- | ------------ | --- | -------------------------- | -------------- |
| 10       | 1            | "もしも...ネビュラがノバ軍に入ったら？" "What If... Nebula Joined the Nova Corps?"                                           | ステファン・フランク       | 2023年12月22日 |
| 11       | 2            | "もしも... ピーター・クイルが地球最強のヒーローたちを襲ったら？" "What If... Peter Quill Attacked Earth's Mightiest Heroes?" | ブライアン・アンドリュース | 2023年12月23日 |
| 12       | 3            | "もしも...ハッピー・ホーガンがクリスマスを救ったら？" "What If... Happy Hogan Saved Christmas?"                              | ブライアン・アンドリュース | 2023年12月24日 |
| 13       | 4            | "もしも...アイアンマンがグランドマスターと出くわしたら？" "What If... Iron Man Crashed into the Grandmaster?"                | ブライアン・アンドリュース | 2023年12月25日 |
| 14       | 5            | "もしも...キャプテン・カーターがヒドラ・ストンパーと戦ったら？" "What If... Captain Carter Fought the Hydra Stomper?"        | ブライアン・アンドリュース | 2023年12月26日 |
| 15       | 6            | "もしも...カホーリが世界を造り直したら？" "What If... Kahhori Reshaped the World?"                                           | ブライアン・アンドリュース | 2023年12月27日 |
| 16       | 7            | "もしも...ヘラがテン・リングスを見つけたら？" "What If... Hela Found the Ten Rings?"                                         | ブライアン・アンドリュース | 2023年12月28日 |
| 17       | 8            | "もしも...1602年にアベンジャーズがアッセンブルしたら？" "What If... the Avengers Assembled in 1602?"                         | ブライアン・アンドリュース | 2023年12月29日 |
| 18       | 9            | "もしも...ストレンジ・スプリームが介入したら？" "What If... Strange Supreme Intervened?"                                     | ブライアン・アンドリュース | 2023年12月30日 |

### シーズン3
| 通算話数 | シーズン話数 | タイトル | 監督                                            | 公開日         |
| -------- | ------------ | --- | ----------------------------------------------- | -------------- |
| 19       | 1            | "もしも...ハルクがメカ・アベンジャーズと戦ったら？" "What If... the Hulk Fought the Mech Avengers?"                           | ステファン・フランク                            | 2024年12月22日 |
| 20       | 2            | "もしも...アガサがハリウッドに行ったら？" "What If... Agatha Went to Hollywood?"                                              | ブライアン・アンドリュース                      | 2024年12月23日 |
| 21       | 3            | "もしも...レッド・ガーディアンがウィンター・ソルジャーを止めたら？" "What If... the Red Guardian Stopped the Winter Soldier?" | ブライアン・アンドリュース                      | 2024年12月24日 |
| 22       | 4            | "もしも...ハワード・ザ・ダックが結婚したら？" "What If... Howard the Deck Got Hitched?"                                       | ステファン・フランク                            | 2024年12月25日 |
| 23       | 5            | "もしも..."出現"が地球を破壊したら？" "What If... the Emergence Destroyed the Earth?"                                         | ステファン・フランク                            | 2024年12月26日 |
| 24       | 6            | "もしも...1872年なら？" "What If... 1872?"                                                                                    | ステファン・フランク ブライアン・アンドリュース | 2024年12月27日 |
| 25       | 7            | "もしも...ウォッチャーが消えたら？" "What If... the Watcher Disappeared?"                                                     | ステファン・フランク                            | 2024年12月28日 |
| 26       | 8            | "もしも...もしかしたら？" "What If... What If?"                                                                               | ブライアン・アンドリュース                      | 2024年12月29日 |